# Платанові
Платанові (Platanaceae) — родина квіткових рослин порядку Proteales. Родина складається лише з одного сучасного роду Platanus із восьми відомих видів. Рослини — високі дерева, поширені в помірних і субтропічних регіонах Північної півкулі.

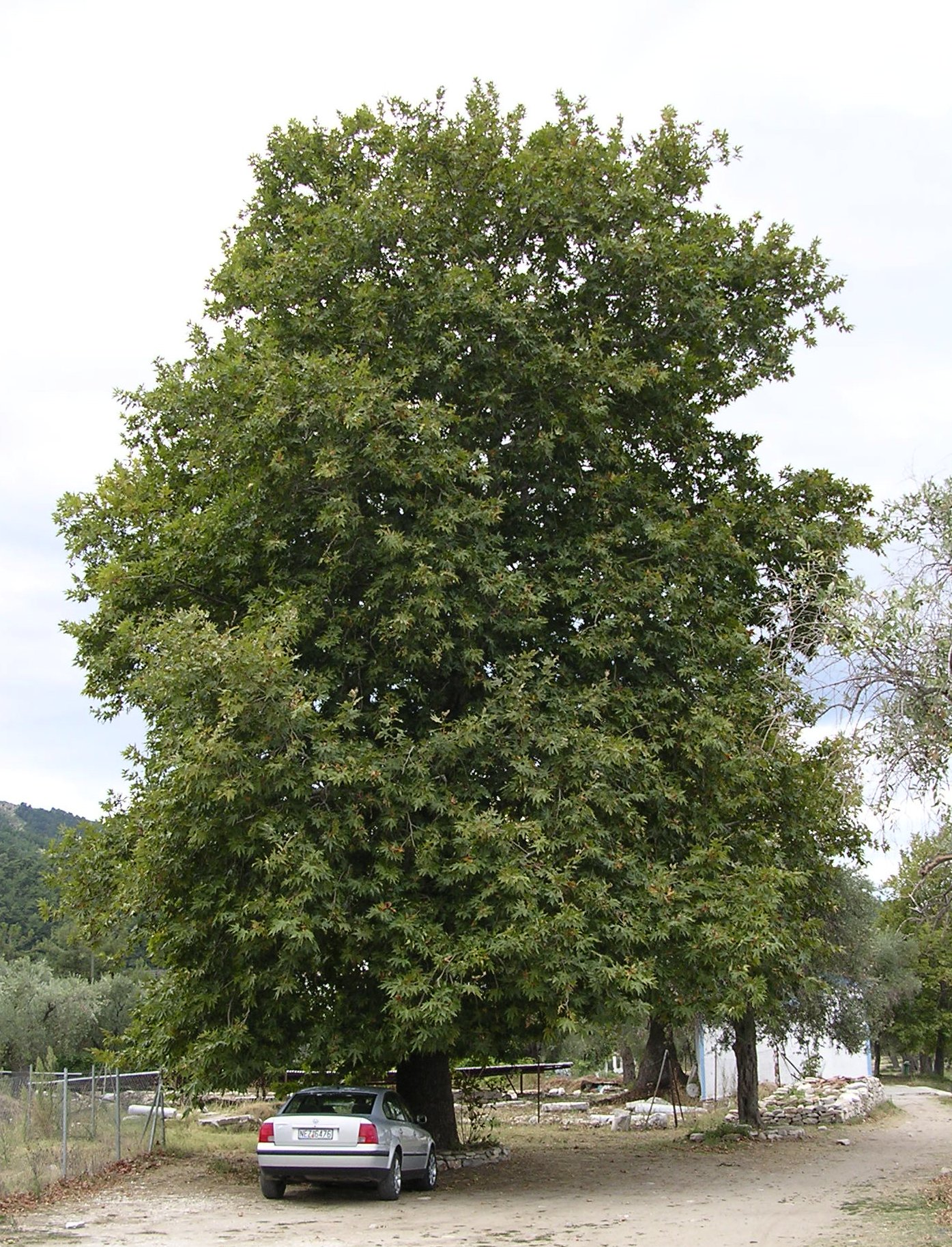
Platanus orientalis
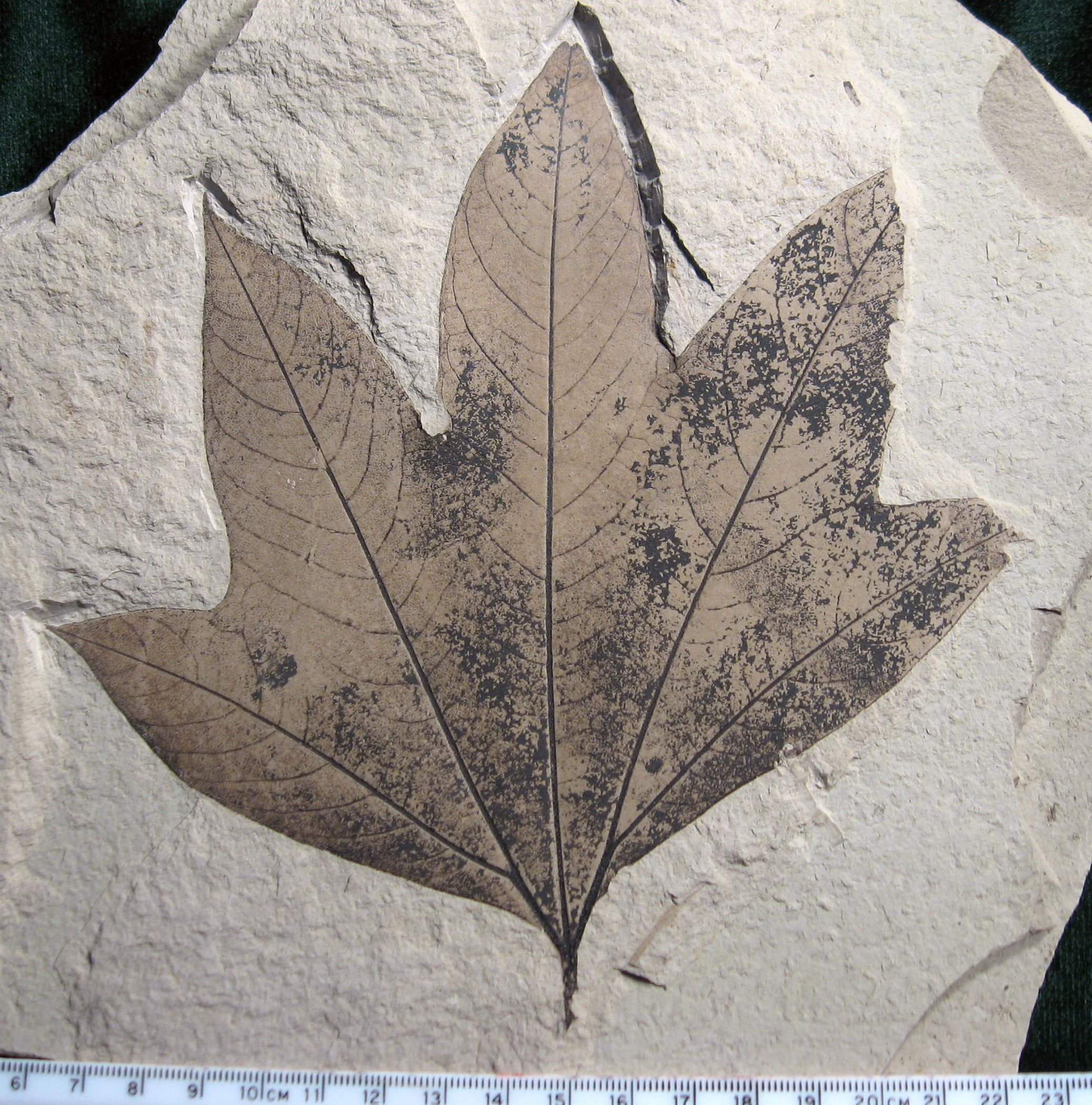
Скам’янілість Macginitiea gracilis віком 49 мільйонів років із гірського утворення Клондайк, Вашингтон